# Heterogynis penella
Heterogynis penella is een vlinder uit de familie Heterogynidae. De wetenschappelijke naam is voor het eerst geldig gepubliceerd in 1819 door Jacob Hübner.
De soort komt voor in Europa.